# Habitatge a la carretera d'Osor, 19 (Sant Hilari Sacalm)
L'Habitatge a la carretera d'Osor, 19 és una casa de Sant Hilari Sacalm (Selva) inclosa a l'Inventari del Patrimoni Arquitectònic de Catalunya.

## Descripció
Habitatge unifamiliar, situat al nucli urbà, a la carretera d'Osor.
Consta de planta baixa i pis i té una torre quadrangular a la seva part dreta amb una coberta a quatre vessants i amb un motiu ceràmic al cim. El ràfec és amb entramat de fusta i ceràmica ornamentada amb motius vegetals.
A la planta baixa, a l'entrada es fa una lectura renovada dels temples clàssics, amb un frontó triangular i unes columnes amb base, fust i capitell molt simple. Al costat dret de la porta hi ha dues finestres quadrangulars en arc pla, amb ampit de pedra, sostingut per modillons.
Al pis, hi ha tres finestres quadrangulars en arc pla, amb ampit de pedra, sostingut per modillons.
La torre quadrangular, té un pis més, i té una obertura triple a cada una de les seves quatre façanes, en arc de mig punt.
La casa està envoltada per un petit jardí.
La façana és arrebossada i pintada.

## Història
Per les característiques de l'edifici, podríem datar-lo en les darreries del segle xix.